# Agía Nápa
Ayía Nápa (officiellement Agía Nápa transcription du grec moderne : Αγία Νάπα; turc : Aya Napa) est une localité touristique située sur la côte sud-est de l’île de Chypre. Elle est à 41 kilomètres de Larnaca et à 46 kilomètres de l’aéroport international de cette dernière. Ayia Napa est une station balnéaire très animée, réputée pour sa vie nocturne et qui attire principalement des jeunes.

## Origine du nom
Le nom « Ayía Nápa » est dérivé d'un monastère vénitien situé au milieu de la ville, près de l'endroit où se dresse à présent le Nightclub. Le mot « Ayía » (ou plus précisément « Agía ») signifie « Saint » en grec, tandis que « Nápa » évoque une « vallée boisée ». En effet, autrefois, les environs de la ville étaient recouverts par une épaisse forêt.

## Histoire
Selon la tradition locale, l'icône originale, aujourd'hui célèbre, de la Vierge Marie fut accidentellement découverte dans une grotte par un chasseur poursuivant sa proie. Cette icône avait sans doute été cachée durant l'un des iconoclasmes.
Le monastère actuel, construit au XIVe siècle et aménagé par les Vénitiens le siècle suivant, a été érigé autour de la grotte en honneur de la « Vierge Marie d'Ayia Napa ». Jusqu'en 1790, personne n'habitait les environs d'Ayia Napa. Selon les traditions locales, les premiers habitants qui s'y installèrent furent vingt hommes originaires de Thessalonique, en Grèce.

## Tourisme
La ville est devenue une cible du tourisme dans les années 1990 sous l'influence des britanniques.
La ville opère un tourisme basé sur des établissements « adults-only » visant les jeunes vacanciers buveurs qui restent éveillés toute la nuit et dorment tout le jour.
Ayía Nápa est une destination touristique qui accueille principalement des visiteurs venus de Grande-Bretagne, Russie, Scandinavie, Grèce, Allemagne, Suisse, Israël, Liban. Plus récemment a été constaté une augmentation des touristes en provenance d'Italie, France, Serbie, Slovaquie et République tchèque[réf. nécessaire].
Parmi les attractions et sites proposées au touriste, il existe des grottes marines côtières dans le parc du Cap Greco.